# 成瀬英樹
成瀬 英樹（なるせ ひでき、1968年12月11日 - ）は、日本のシンガーソングライター、作曲家、編曲家、作詞家、ギタリスト、ウクレレ奏者。兵庫県出身。
2011年以降、AKB48グループへ楽曲提供する際はyou-me名義を用いている。

## 略歴
- 1992年
  - 「FOUR TRIPS」結成[3]。ヴォーカル&ギター担当。チキンジョージや心斎橋筋2丁目劇場「Wha-Cha-Cha LIVE」などを拠点にライブ活動。

- 1997年
  - TBS系ドラマ「友達の恋人」の主題歌「WONDER」でメジャーデビュー。10万枚を超えるヒット。その後アルバム1枚、シングルを5枚発表し解散。
- 2004年、2007年、2009年、2016年
  - エディ・リーダーの来日公演にウクレレプレーヤーとしてゲスト参加。彼女の代表曲「Perfect」「Find My Love」などをバンドの一員として演奏。
- 2006年
  - AAA「Shalala キボウの歌」で作曲家デビュー。
- 2008年
  - 映画「GSワンダーランド」 の音楽にコーラスで参加。
- 2011年
  - ジブリ映画「コクリコ坂から」公開記念 手嶌葵 全国ツアーに、サポートギタリストとして同行。
  - 渡り廊下走り隊7「地下鉄のTeddy boy」でyou-me名義による初提供。
- 2016年
  - AKB48「君はメロディー」で自身初のオリコン1位&ミリオンセラー。ミリオン達成を機にyou-meが成瀬のペンネームであることを公表した[4]。

- 2019年
  - 解散した「FOUR TRIPS」の幻の2nd アルバム「EGGS」を12月24日にリリース。

## 作品

### FOUR TRIPS
- WONDER （1st シングル 1997年4月23日）
  - WONDER （作詞・作曲）・・・「友達の恋人」 （TBS系）主題歌
  - 彼女の新曲 （作詞）

- YOUNG OH!OH! （1st アルバム 1997年6月21日）
  - 星空のドライヴ （作詞・共作曲）
  - もう一度歩きたい （作詞・作曲）
  - サマー・オブ・’88 （作詞・作曲）
  - リトル・ヒットラー （作詞・作曲）
  - ラストワルツはデビーに （作詞・作曲）
  - 春よ来い （作詞・作曲）
  - 空飛ぶ鍵盤 （共作曲・FOUR TRIPS名義）
  - くらげの恋 （共作詞・共作曲）
  - バニラアイスがとけだす前に （作詞・共作曲）
- 新しいクエスチョン （2nd シングル 1997年10月22日）
  - 新しいクエスチョン （作詞・作曲）・・・「サッカーTV」 （TX系）エンディング・テーマ
  - あきらめない季節 （作詞・作曲）

- STAY （3rd シングル 1998年1月21日）
  - STAY （作詞・作曲）・・・コクド・中里スキー場「'98スキー&スノーボード」CMソング
  - 抱きしめたい （作詞・作曲）
- FM （4th シングル 2001年3月30日）
  - FM （作詞・作曲）
  - 星の砂 （共作詞・作曲）
  - Baby 君が好きだよ （作詞・作曲）
- 凍えそうな月 （5th シングル 2001年10月5日）
  - 凍えそうな月 （作詞・作曲）・・・あんしん「あんしんのひっこし2000年」CMソング
  - 夕方フレンド （作詞・作曲）

- THE REST OF FOUR TRIPS（2004年4月23日）
  - Sweet Heart
  - Monday
  - 黄昏
  - Baby君が好きだよ
  - 恋に落ちてから
  - Im（アイマイナー）
  - 夢に出てくるな
  - Fast Car
  - 凍えそうな月
  - 星の砂
  - FM
  - 抱きしめたい
  - くらげの恋
  - You Make Me
  - ラストワルツはデビーに

- EGGS (2nd アルバム 2019年12月24日)
  - Sweet Heart
  - 愛なき世界
  - FM
  - 星の砂
  - Summer In The City
  - Eggs
  - 夕方フレンド
  - 凍えそうな月
  - Wendy

### NALU
- 自由になりたい（2004年）
  - speech!
  - 4U
  - 自由になりたい
  - カンバセイション・ピース
  - Someday Man
  - I'm Losing You
  - さよならブルーバード
  - a blue song
- 寺珈屋らいぶ（2005年）
  - さよならブルーバード
  - あきらめない季節
  - あいにゆこう
  - 凍えそうな月
  - ２U
  - 『Young Oh! Oh!』の逆襲
  - 時の彼方に
  - a blue song
  - Medley:4U 〜 SOMEDAY
  - 自由になりたい

### 成瀬英樹
- UKE BOX （ウクレレ インストゥルメンタル 2016年）
  - 2U
  - Pacific Ocean Blue
  - The Last Lawn Of The Afternoon （午後の最後の芝生）
  - Feel like Home
  - YOU
  - Conversation Peace
- あめりか e.p.（2017年）
  - あめりか（feat. Laco）
  - 山より高く（feat. Laco）
  - 真夜中のカーボーイ
  - ロックンロール（Iwao Mix）
  - あめりか（Instrumental）
  - 山より高く（Instrumental）
  - 真夜中のカーボーイ（Instrumental）
  - ロックンロール（Instrumental）
  - あめりか（NALU Vo Ver.）
  - 山より高く（NALU Vo Ver.）
  - 真夜中のカーボーイ（216 Mix）
  - ロックンロール（216 Mix）

## 提供作品
アップル&ペアーズ
- 「Don't Ever Change」（共作曲）

AKB48グループ
- AKB48
  - 「BINGO!」（作曲）
  - 「愛とプライド」（作曲）
  - 「愛の毛布」（作曲）
  - 「ごめんね ジュエル」（作曲）
  - 「真夏のクリスマスローズ」（作曲）
  - 「そばかすのキス」（作曲）
  - 「街角のパーティー」（作曲）
  - 「ひこうき雲」（作曲）
  - 「カフカとでんでんむChu !」（作曲）
  - 「お姉さんの独り言」（作曲）
  - 「君はメロディー」（作曲）・・・第67回NHK紅白歌合戦歌唱楽曲

- SKE48
  - 「だって雨じゃない?」（作曲）

- NMB48
  - 「リボンなんて似合わない」（作曲）
  - 「休戦協定」（作曲・編曲）

- NGT48
  - 「Whatcha Gonna Do」（共作曲・共編曲）

- 渡り廊下走り隊7
  - 「地下鉄のTeddy boy」（作曲）

- 前田敦子
  - 「君は僕だ」（作曲）
  - 「遠回り」（作曲）
  - 「タイムマシンなんていらない」（作曲・編曲）

- 柏木由紀
  - 「そっけない君」（作曲・編曲）

KOBerrieS♪
- 「風見鶏の街で」（作詞・作曲）

Sinon
- 「風の記憶」（作詞・作曲）

詳細不明
- 「BRIGHT CITY KOBE CITY」（作曲）

たんこぶちん
- 「ドレミFUN LIFE」（作詞・作曲）

TRF
- 「As it is」（共作詞・作曲）

トラフィックライト。
- 「My Precious BLUE」（共作曲）

AAA
- 「Shalala キボウの歌」（作曲）

坂道シリーズ
- 乃木坂46
  - 「全部 夢のまま」（作曲）

- 日向坂46
  - 「骨組みだらけの夏休み」（作曲）

風輪
- 人生TENKI（作詞・作曲）
- なないろ日和（作曲）
- 愛の乱反射（作詞・作曲）

WHITE SCORPION
- 「動く唇」（共作曲）

まちだガールズ・クワイア
- 「悲しみをぶっとばせ」（作詞・作曲）

Ya-Ya-yah
- 「Never Stop the Music」（共作詞）